# Brian Umony
Brian Umony (* 12. Dezember 1988 in Jinja) ist ein ugandischer Fußballspieler, der seit 2015 in Äthiopien beim Saint-George SA spielt.

## Karriere

### Verein
Brian Umony begann 2003 seine Karriere bei Nakawa United. Nur ein Jahr später kam er zum Naguru SC, wo er bis 2007 spielte. Dann wechselte er zum Kampala City Council FC und erzielte in seiner ersten Saison fünfzehn Tore, wurde Ligatorschützenkönig und schaffte es mit seiner Mannschaft den Meistertitel zu gewinnen. Des Weiteren wurde er 2008 zum Fußballer des Jahres in Uganda gewählt. In der Saison 2008/09 verpasste der Verein den zweiten Tabellenplatz punktgleich mit dem Ersten. Im Juni 2009 absolvierte er ein einwöchiges Probetraining zum südafrikanischen Klub Supersport United und unterschrieb danach einen Zweijahresvertrag. Doch nur ein Jahr später, nach zwölf Spielen und nur zwei Toren, wurde er am 8. Juli 2010 von seinem Verein entlassen. Am 31. August wurde er vom Team der Universität Pretoria, dem Tuks FC für ein Jahr unter Vertrag genommen.
Im Februar 2011 wurde er für ein Jahr an die Portland Timbers aus der Major League Soccer ausgeliehen. Am 26. März gab er bei der 0:2-Niederlage gegen den Toronto FC sein Ligadebüt, als er in der 73. Minute für Jorge Perlaza eingewechselt wurde. In seinem zweiten Spiel gegen New England Revolution spielte er die komplette zweite Halbzeit durch.
Im Januar 2012 wechselte er vietnamesischen Verein Becamex Bình Dương. Nach nur zwölf Ligaeinsätzen für Becamex Bình Dương, wechselte er im Dezember 2012 zum tansanischen Verein Azam FC.

### Nationalmannschaft
Umony stand beim CECAFA-Cup 2008 erstmals im Kader der ugandischen Fußballnationalmannschaft. Dort half er seiner Mannschaft mit fünf Toren als Torschützenkönig zum Titelgewinn. Er kam in 25 Länderspieleinsätzen auf neun Tore.

## Erfolge
- Ugandan Super League: 2007/08
- CECAFA-Cup 2008
- Torschützenkönig der Ugandan Super League 2007/08 (15 Tore)
- Torschützenkönig CECAFA-Cup 2008 (5 Tore)
- Ugandas Fußballer des Jahres 2008